# Nugget australien
Le nugget australien, la Pépite australienne ou le Kangourou australien fut créé en 1986 par l’Hôtel de la monnaie de Perth en Australie. À l’instar du panda Chinois, le revers de la Pépite australienne change selon les années. De 1986 à 1989, il était dessinée une pépite dont la taille variait. Depuis 1989, le revers de la pièce représente un kangourou, symbole de l’Australie. L’avers est identifiable grâce à une gravure de la reine Élisabeth II réalisée par Ian Rank Broadley (en) depuis 1998. Avec un titre de 99,99 % (24 carats), c’est une pièce d’or pur qui doit donc être manipulée avec soin pour éviter l’usure.
Le Nugget australien a différentes valeurs faciales allant de 5 $AUD à 3 000 $AUD. Chacune de ces pièces a une contenance en or différente. Le Nugget australien fait partie des plus grosses pièces d’or  avec 1 kg pour une seule pièce, avec une valeur faciale de 3 000 $AUD.
| Valeur faciale | Quantité d’or | Poids       | Diamètre | Épaisseur |
| -------------- | ------------- | ----------- | -------- | --------- |
| $(aus)5        | 1/20 d'once   | 1,5710 g    | 14,10 mm | 1,30 mm   |
| $(aus)15       | 1/10 d'once   | 3,1103 g    | 16,10 mm | 1,40 mm   |
| $(aus)25       | 1/4 d'once    | 7,7508 g    | 20,10 mm | 1,80 mm   |
| $(aus)50       | 1/2 once      | 15,4107 g   | 25,10 mm | 2,20 mm   |
| $(aus)100      | 1 once        | 31,035 g    | 32,10 mm | 2,65 mm   |
| $(aus)200      | 2 onces       | 62,214 g    | 40,40 mm | 4,00 mm   |
| $(aus)1000     | 10 onces      | 311,067 g   | 59,70 mm | 7,90 mm   |
| $(aus)3000     | 1 kg          | 1 000,100 g | 74,50 mm | 13,90 mm  |

## Caractéristiques
Dénomination : « Australian Nugget » (ou Pépite australienne)
Année de frappe : 1986
Titrage : 99,99 %
Masse : de 1,571 0 g à 1 000,100 g
Diamètre : de 14,10 mm à 74,50 mm
Épaisseur : de 1,30 mm à 13,90 mm
Contenance en or : de 1⁄20 d’once à 1 kg
Finesse : 24 carats
Métal : or